# Kurt Wiedenfeld
Kurt Wiedenfeld (* 30. September 1871 in Berlin; † 26. Dezember 1955 in Friedrichsbrunn/Harz) war ein deutscher Nationalökonom und Diplomat.

## Leben
Wiedenfeld war Sohn eines Regierungs- und Baurats der Preußischen Eisenbahnverwaltung. Er studierte Rechtswissenschaften und Volkswirtschaft an den Universitäten von Lausanne, München, Leipzig und Berlin. Nachdem er bereits 1892 in Leipzig zum Dr. jur. promoviert worden war, folgte 1900 in Berlin die Promotion zum Dr. phil. 1896 wurde er preußischer Gerichtsassessor. Ab 1898 war er Syndikus des Verbandes Deutscher Müller. Von 1897 bis 1903 war er im Archiv für Eisenbahnwesen des preußischen Ministeriums der öffentlichen Arbeiten tätig. 1902 habilitierte er sich in Berlin für wirtschaftliche Staatswissenschaften. 1903 wurde er Mitglied des Statistischen Reichsamtes und im selben Jahr Professor der wirtschaftlichen Staatswissenschaften an der Akademie in Posen. In letzterer Funktion war er ab 1904 an der Handelshochschule Köln tätig. 1914 folgte er einem Ruf als Ordinarius an die Universität Halle.
1916 wurde Wiedenfeld in der Kriegsrohstoffabteilung in Berlin tätig. 1918 wurde er im Auswärtigen Amt als Vortragender Rat angestellt mit dem Aufgabenbereich und der Verantwortung eines Dirigenten in der Handelspolitischen Abteilung. 1919 wurde er zum Leiter der Außenhandelsstelle befördert. 1920 folgte die Ernennung zum Ministerialdirektor. Von 1921 bis 1922 war er vorläufiger Vertreter des Deutschen Reichs in Moskau. Sein Einsatz war politisch außerordentlich umstritten, da er in keiner Weise eine Bindung an sein Gastland aufwies, keine Flexibilität zeigte die Besonderheiten seines Einsatzes zu verstehen und in besonderer Weise negative Vorbelastungen mitbrachte. Sein Einsatz erwies sich dann auch als nichts mehr als nur eine schwierige Zwischenperiode, die keine Annäherungen an Gemeinsamkeiten durch seine Person erbrachte.
Nachdem Wiedenfeld 1922 zur Disposition gestellt worden war, lehrte er von 1923 bis 1936 Nationalökonomie als ordentlicher Professor der Universität Leipzig. Im November 1933 unterzeichnete er das Bekenntnis der deutschen Professoren zu Adolf Hitler.
1941 erhielt er die Goethe-Medaille für Kunst und Wissenschaft.

## Schriften (Auswahl)
- Die Sibirische Bahn in ihrer wirthschaftlichen Bedeutung, 1900 (34 Seiten).
- Die nordwesteuropäischen Welthäfen – London, Liverpool, Hamburg, Bremen, Amsterdam, Rotterdam, Antwerpen, Havre – in ihrer Verkehrs- und Handelsbedeutung, 1903 (376 Seiten).
- Wesen und Wert der Zentralproduktenbörsen, 1903 (14 Seiten).
- Das Persönliche im modernen Unternehmertum, 1911. 2. Auflage: 1921 (108 Seiten).
- Der Sinn deutschen Kolonialbesitzes, Bonn 1915.
- Sibirien in Kultur und Wirtschaft, Bonn 1916.
- Kartelle und Konzerne. Ein Gutachten für die Weltwirtschaftskonferenz 1927.